# フアド・アルアクバルフ
フアド・アルアクバルフ（英語: Fuad Alakbarov、アゼルバイジャン語: Fuad Cəbrayıl oğlu Ələkbərov、1988年11月22日 - ）は、アゼルバイジャン系スコットランド人の政治活動家。